# 天柱增三
天龍座74，又名BD+80 660，HD 196925、SAO 3413、HR 7908，是天龍座的一颗恒星，视星等为5.96，位于銀經114.11，銀緯23.16，其B1900.0坐标为赤經20h 35m 15s，赤緯+80° 23.16′ 30″。